# Leonid Sergejewitsch Wukolow
Leonid Sergejewitsch Wukolow (russisch Леонид Сергеевич Вуколов; * 29. Mai 1938 in Moskau) ist ein ehemaliger sowjetischer Radrennfahrer und Weltmeister im Radsport.

## Sportliche Laufbahn
Wukolow war in der Sowjetunion aktiv und Bahnradsportler. Bei den UCI-Bahn-Weltmeisterschaften 1965 wurde der sowjetische Bahnvierer mit Michail Koljuschew, Stanislaw Moskwin, Sergei Tereschtschenkow und Leonid Wukolow Weltmeister in der Mannschaftsverfolgung. 1966 holten Michail Koljuschew, Stanislaw Moskwin, Wiktar Bykau und Leonid Wukolow bei der Weltmeisterschaft die Bronzemedaille.
1965 gewann er die nationale Meisterschaft in der Mannschaftsverfolgung, jeweils im Vierer der Nationalmannschaft.